# Joseph Damer (1er comte de Dorchester)
Joseph Damer, 1er comte de Dorchester (12 mars 1718 - 1798) est un propriétaire foncier et un homme politique qui siège à la Chambre des communes de 1741 à 1762, lorsqu'il est élevé à la pairie en tant que baron Milton. Il est particulièrement associé au réaménagement de l'abbaye de Milton et à la création du village de Milton Abbas dans le Dorset, au sud-ouest de l'Angleterre. 

## Biographie
Il est le fils aîné de Joseph Damer, député de Winterbourne Came, et de son épouse Mary Churchill, fille de John Churchill de Henbury, Dorset. Il appartient à une famille riche et son grand-oncle est un prêteur d’argent en Irlande. Il fait ses études au Trinity College, à Dublin, en 1734-1735. Il épouse Caroline Sackville, fille de Lionel Cranfield Sackville le 27 juillet 1742. 
Il est élu député pour Weymouth en 1741 des élections générales à 21 ans. Il est ensuite réélu pour Bramber aux élections générales de 1747 et à Dorchester pour les élections générales de 1754. Il est créé le 3 juillet 1753 baron Milton de Shrone Hill, Tipperary, Irlande, et le 10 mai 1762, baron Milton de Milton Abbey. 

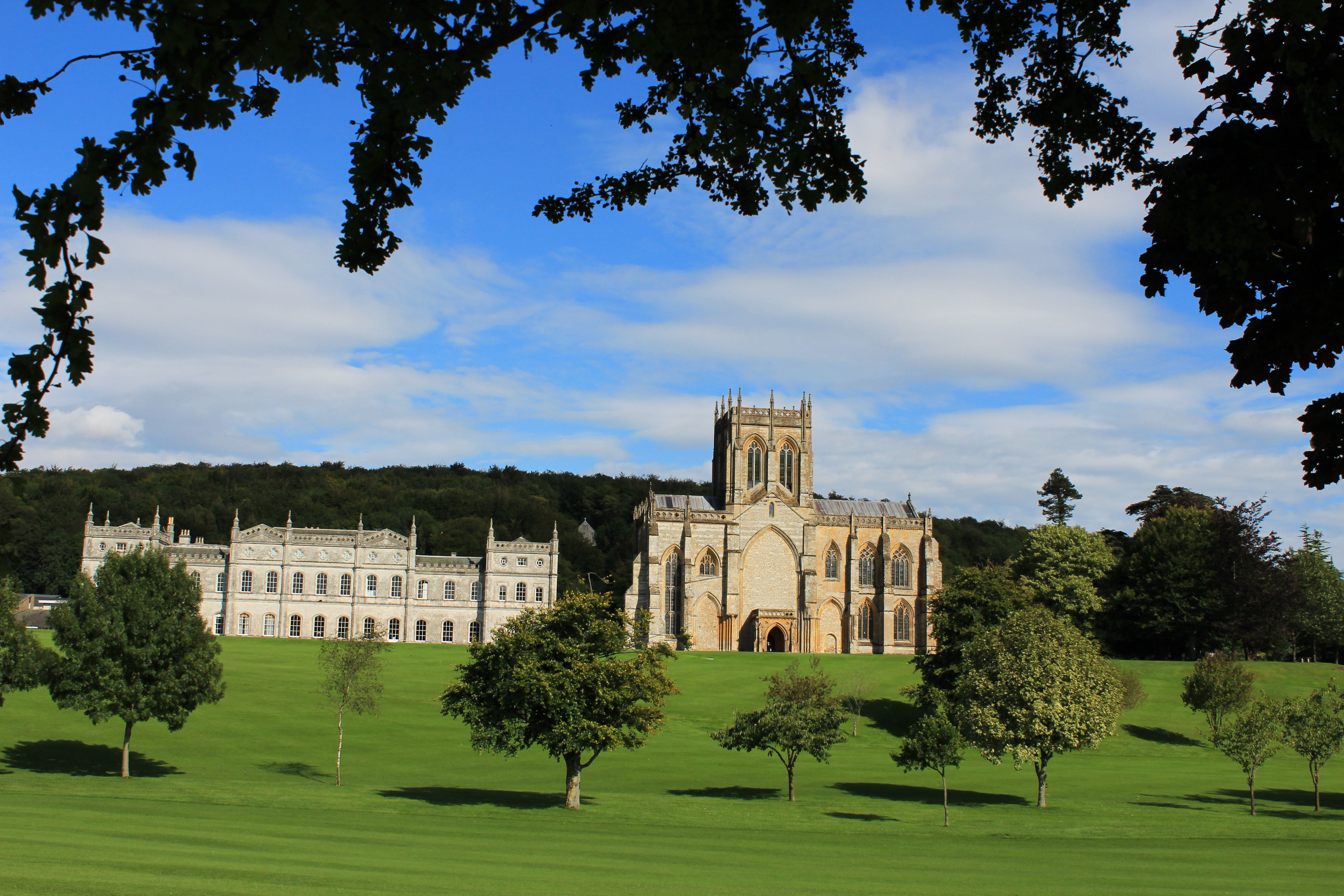
Milton Abbey

L'épouse de Damer, Caroline, est décédée le 24 mars 1775 à l'âge de 57 ans. Le sculpteur italien Agostino Carlini est chargé de créer un tombeau magnifique à sa mémoire dans l'église abbatiale. En politique, il est associé à son beau-frère, George Sackville, et de 1768 à 1775 à Rockingham, mais à la mort de sa femme, il passe un certain temps dans l'isolement. En 1778, il revient à la vie politique et exprime une violente animosité contre les Américains dans leur guerre d'indépendance. 
Il est créé le 18 mai 1792, comte de Dorchester et vicomte Milton. Ses revenus sont estimés entre 15 000 et 30 000 £ par an. Walpole le décrit comme "le plus arrogant et le plus fier des hommes". 
Il est décédé en 1798. Lui et sa femme Caroline ont trois fils. L'aîné, John, né en 1744, épouse la sculpteur Anne Seymour Conway en 1767. Elle se sépare de lui après sept ans. Très endetté, John Damer se suicide en 1776. Le deuxième fils, George, né en 1746, est également député et succède à son père comme comte de Dorchester, mais il est décédé non marié en 1808, date à laquelle le titre s'éteint et la succession est transmise à sa sœur, Caroline. 
Park Lane de Damer est devenu connu sous le nom de Dorchester. Il est remplacé par un bâtiment à l'italienne au milieu du XIXe siècle, mais son nom perdure car il abrite désormais le Dorchester Hotel. 

## Constructions
En 1751, Damer charge l'architecte John Vardy de lui construire une résidence londonienne à Park Lane. Il achète également Milton Abbey et se lance dans un ambitieux projet visant à remodeler la vallée environnante. Il remplace certains bâtiments de l'abbaye par un hôtel particulier (conçu initialement par Vardy, puis par Sir William Chambers et achevé par James Wyatt) pour son propre usage. Le paysagiste Capability Brown est chargé de réaménager les terrains environnants. 

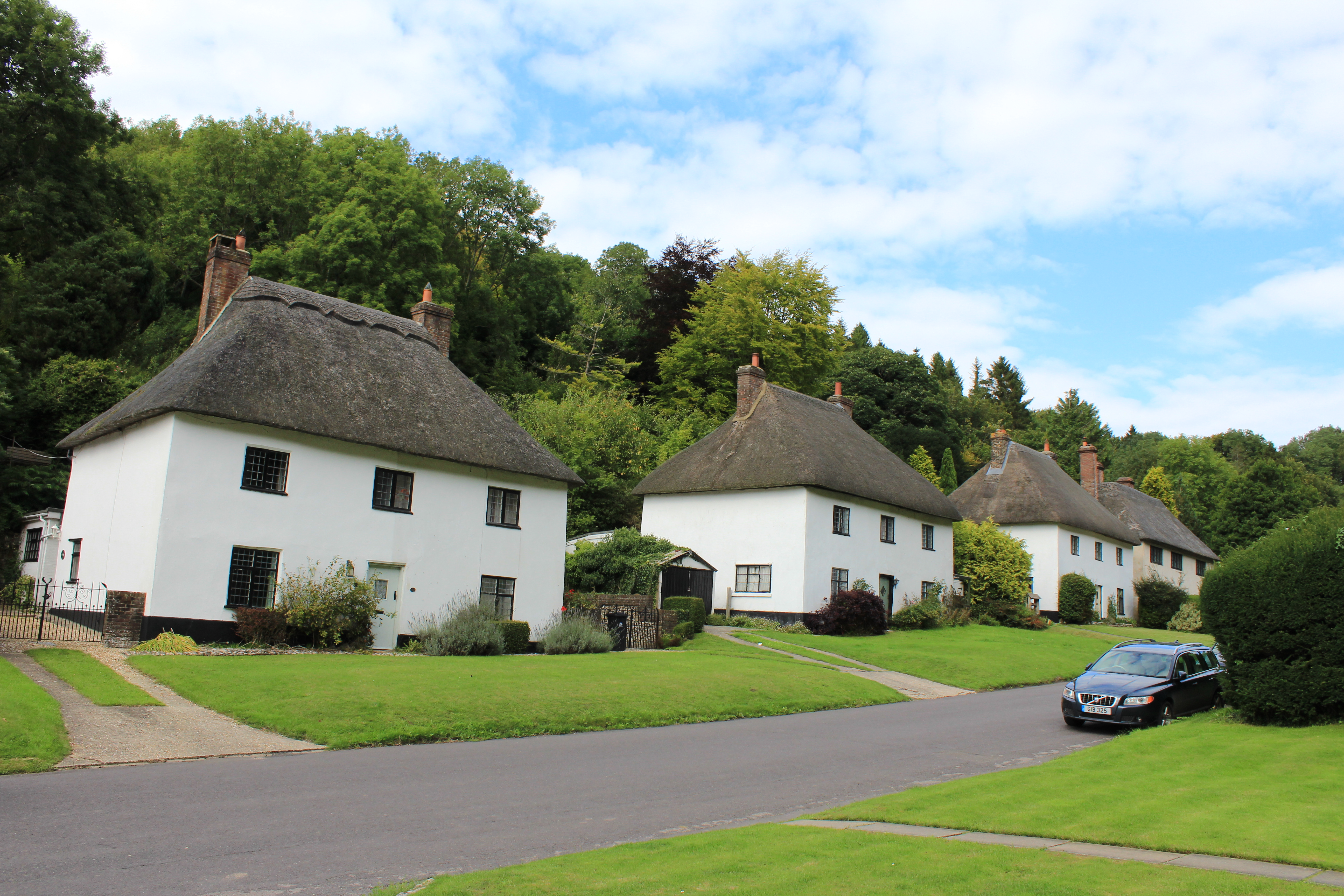
Rue principale de Milton Abbas

En tant que riche propriétaire foncier, il entreprend également le retrait systématique de la petite ville voisine de Middleton et de ses résidents. En 1780, la plupart des habitants sont relogés dans un nouveau village modèle conçu et construit à cet effet, Milton Abbas, à environ 800 mètres au sud-est de l'abbaye; l’école de la ville est transférée à Blandford Forum. La ville d'origine est rasée et aménagée, la plus grande partie du site disparaissant sous un nouveau lac ornemental.